# Hermannia reticulata
Hermannia reticulata är en kvalsterart som beskrevs av Thörell 1871. Hermannia reticulata ingår i släktet Hermannia och familjen Hermanniidae. Inga underarter finns listade i Catalogue of Life.